# Lijst van voetbalinterlands Joegoslavië - Roemenië
Deze lijst van voetbalinterlands is een overzicht van alle officiële voetbalwedstrijden tussen de nationale teams van Joegoslavië en Roemenië. De landen speelden 42 keer tegen elkaar. De eerste ontmoeting, een vriendschappelijke wedstrijd, werd gespeeld in Belgrado op 8 juni 1922. Het laatste duel, eveneens een vriendschappelijke wedstrijd, vond plaats op 15 november 2000 in Boekarest.

## Wedstrijden
| №  | Plaats             | Datum             | Competitie           | Wedstrijd              | Uitslag |
| -- | ------------------ | ----------------- | -------------------- | ---------------------- | ------- |
| 1  | Belgrado           | 8 juni 1922       | Vriendschappelijk    | Joegoslavië – Roemenië | 1 – 2   |
| 2  | Boekarest          | 10 juni 1923      | Vriendschappelijk    | Roemenië – Joegoslavië | 1 – 2   |
| 3  | Zagreb             | 3 oktober 1926    | Vriendschappelijk    | Joegoslavië – Roemenië | 2 – 3   |
| 4  | Boekarest          | 10 mei 1927       | Vriendschappelijk    | Roemenië – Joegoslavië | 0 – 3   |
| 5  | Belgrado           | 6 mei 1928        | Vriendschappelijk    | Joegoslavië – Roemenië | 3 – 1   |
| 6  | Boekarest          | 10 mei 1929       | Vriendschappelijk    | Roemenië – Joegoslavië | 2 – 3   |
| 7  | Boekarest          | 6 oktober 1929    | Vriendschappelijk    | Roemenië – Joegoslavië | 2 – 1   |
| 8  | Belgrado           | 4 mei 1930        | Vriendschappelijk    | Joegoslavië – Roemenië | 2 – 1   |
| 9  | Zagreb             | 28 juni 1931      | Vriendschappelijk    | Joegoslavië – Roemenië | 2 – 4   |
| 10 | Belgrado           | 3 juli 1932       | Vriendschappelijk    | Joegoslavië – Roemenië | 3 – 1   |
| 11 | Boekarest          | 11 juni 1933      | Vriendschappelijk    | Roemenië – Joegoslavië | 5 – 0   |
| 12 | Boekarest          | 29 april 1934     | Vriendschappelijk    | Roemenië – Joegoslavië | 2 – 1   |
| 13 | Athene             | 1 januari 1935    | Vriendschappelijk    | Roemenië – Joegoslavië | 0 – 4   |
| 14 | Sofia              | 17 juni 1935      | Vriendschappelijk    | Roemenië – Joegoslavië | 0 – 2   |
| 15 | Boekarest          | 10 mei 1936       | Vriendschappelijk    | Roemenië – Joegoslavië | 3 – 2   |
| 16 | Belgrado           | 6 september 1937  | Vriendschappelijk    | Joegoslavië – Roemenië | 2 – 1   |
| 17 | Boekarest          | 8 mei 1938        | Vriendschappelijk    | Roemenië – Joegoslavië | 0 – 1   |
| 18 | Belgrado           | 6 september 1938  | Vriendschappelijk    | Joegoslavië – Roemenië | 1 – 1   |
| 19 | Boekarest          | 7 mei 1939        | Vriendschappelijk    | Roemenië – Joegoslavië | 1 – 0   |
| 20 | Boekarest          | 31 maart 1940     | Vriendschappelijk    | Roemenië – Joegoslavië | 3 – 3   |
| 21 | Belgrado           | 22 september 1940 | Vriendschappelijk    | Joegoslavië – Roemenië | 1 – 2   |
| 22 | Tirana             | 11 oktober 1946   | Vriendschappelijk    | Roemenië – Joegoslavië | 3 – 3   |
| 23 | Boekarest          | 22 juni 1947      | Vriendschappelijk    | Roemenië – Joegoslavië | 1 – 3   |
| 24 | Belgrado           | 22 april 19556    | Vriendschappelijk    | Joegoslavië – Roemenië | 0 – 1   |
| 25 | Boekarest          | 29 september 1957 | WK 1958 kwalificatie | Roemenië – Joegoslavië | 1 – 1   |
| 26 | Belgrado           | 17 november 1957  | WK 1958 kwalificatie | Joegoslavië – Roemenië | 2 – 0   |
| 27 | Boekarest          | 27 oktober 1963   | Vriendschappelijk    | Roemenië – Joegoslavië | 2 – 1   |
| 28 | Belgrado           | 17 juni 1964      | Vriendschappelijk    | Joegoslavië – Roemenië | 1 – 2   |
| 29 | Osaka              | 22 oktober 1964   | OS 1964              | Roemenië – Joegoslavië | 3 – 0   |
| 30 | Belgrado           | 3 september 1969  | Vriendschappelijk    | Joegoslavië – Roemenië | 1 – 1   |
| 31 | Boekarest          | 6 mei 1970        | Vriendschappelijk    | Roemenië – Joegoslavië | 0 – 0   |
| 32 | Novi Sad           | 21 april 1971     | Vriendschappelijk    | Joegoslavië – Roemenië | 0 – 1   |
| 33 | Zagreb             | 8 mei 1977        | WK 1978 kwalificatie | Joegoslavië – Roemenië | 0 – 2   |
| 34 | Boekarest          | 13 november 1977  | WK 1978 kwalificatie | Roemenië – Joegoslavië | 4 – 6   |
| 35 | Boekarest          | 25 oktober 1978   | EK 1980 kwalificatie | Roemenië – Joegoslavië | 3 – 2   |
| 36 | Kosovska Mitrovica | 31 oktober 1979   | EK 1980 kwalificatie | Joegoslavië – Roemenië | 2 – 1   |
| 37 | Belgrado           | 30 maart 1980     | Vriendschappelijk    | Joegoslavië – Roemenië | 2 – 0   |
| 38 | Boekarest          | 27 augustus 1980  | Vriendschappelijk    | Roemenië – Joegoslavië | 4 – 1   |
| 39 | Timișoara          | 30 maart 1983     | Vriendschappelijk    | Roemenië – Joegoslavië | 0 – 2   |
| 40 | Sarajevo           | 1 juni 1983       | Vriendschappelijk    | Joegoslavië – Roemenië | 1 – 0   |
| 41 | Belgrado           | 27 maart 1996     | Vriendschappelijk    | Joegoslavië – Roemenië | 1 – 0   |
| 42 | Boekarest          | 15 november 2000  | Vriendschappelijk    | Roemenië – Joegoslavië | 2 – 1   |

## Samenvatting
| Competitie        | Totaal gespeeld | Winst Joegoslavië | Gelijk | Winst Roemenië | Doelsaldo Joegoslavië – Roemenië |
| ----------------- | --------------- | ----------------- | ------ | -------------- | -------------------------------- |
| WK-kwalificatie   | 4               | 2                 | 1      | 1              | 9 − 7                            |
| EK-kwalificatie   | 2               | 1                 | 0      | 1              | 4 − 4                            |
| Olympische Spelen | 1               | 0                 | 0      | 1              | 0 − 3                            |
| Vriendschappelijk | 35              | 15                | 4      | 16             | 54 − 51                          |
| Totaal            | 42              | 18                | 5      | 19             | 67 − 65                          |

## Details

### 42ste ontmoeting
| Vriendschappelijk (Boekarest, Roemenië, 15 november 2000):                                 |       |                       |
| Roemenië                                                                                   | 2 – 1 | Joegoslavië           |
| Dennis Șerban 3' Cosmin Bărcăuan 90'                                                       | goals | 87' Siniša Mihajlović |
| - Debuut van Žarko Lučić, Milivoje Ćirković, Igor Duljaj en Goran Drulić voor Joegoslavië. |       |                       |